# Roetkopbuulbuul
De roetkopbuulbuul (Pycnonotus aurigaster) is een zangvogel uit de familie van de Buulbuuls (Pycnonotidae). Het is een algemene vogel in cultuurland in een groot deel van Zuidoost-Azië, deels als verwilderde populaties die ontstonden door ontsnapte kooivogels.

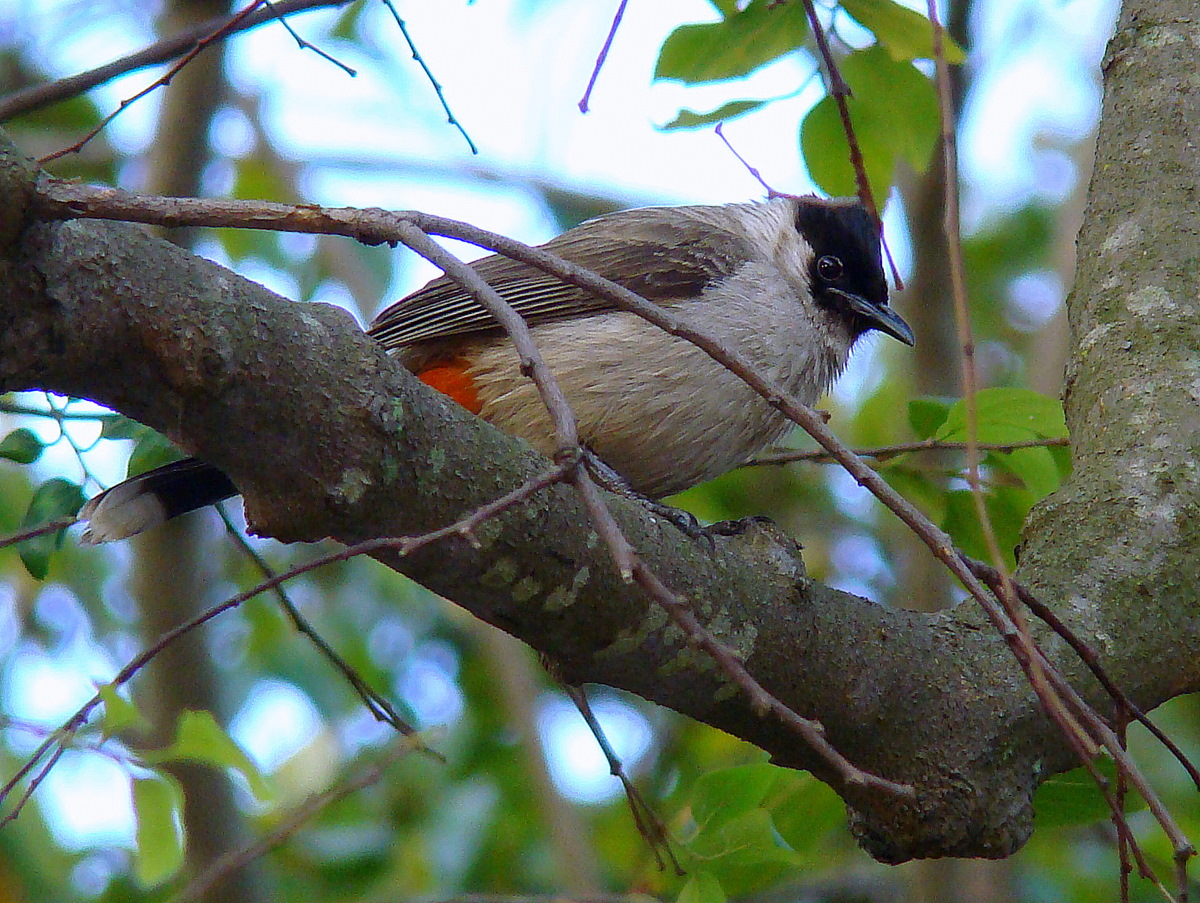
Roetkopbuulbuul met oranjerode onderstaartdekveren.

## Kenmerken
De roetkopbuulbuul is 20 cm lang met een lange staart. Hij is bruingrijs van boven. De kop is roetzwart, met de aanzet van een kuifje, maar niet zo duidelijk als bij de roodoorbuulbuul.De vleugels en de staart zijn donker grijsbruin, opvallend is de witte eindrand van de staart. De buik is wit tot lichtgrijs met een gele, okerkleurige of oranje anaalstreek.

## Verspreiding en leefgebied
Deze vogel komt voor in het zuidoosten van Azië en telt negen ondersoorten:
- P. a. chrysorrhoides: zuidoostelijk China.
- P. a. resurrectus: zuidelijk China en noordoostelijk Vietnam.
- P. a. dolichurus: centraal Vietnam.
- P. a. latouchei: van oostelijk Myanmar tot zuidelijk China en noordelijk Indochina.
- P. a. klossi: zuidoostelijk Myanmar en noordelijk -Thailand.
- P. a. schauenseei: zuidelijk Myanmar en zuidwestelijk Thailand.
- P. a. thais: centraal en zuidelijk Thailand en centraal Laos.
- P. a. germani: zuidoostelijk Thailand en het zuiden van Indochina.
- P. a. aurigaster: Java en Bali.

De roetkopbuulbuul is op Java en Bali een van de meest voorkomende soorten buulbuuls en leeft in agrarisch gebied. Het verspreidingsgebied van de nominaatvorm heeft zich (mogelijk via ontsnapping uit gevangenschap) geleidelijk vanaf de jaren 1980 uitgebreid over Sumatra, Singapore en Borneo.

## Status
De roetkopbuulbuul heeft een enorm groot verspreidingsgebied en daardoor alleen al is de kans op de status kwetsbaar (voor uitsterven) uiterst gering. De grootte van de populatie is niet gekwantificeerd De aantallen gaan in sommige regio's achteruit. Echter, het tempo van achteruitgang ligt onder de 30% in tien jaar (minder dan 3,5% per jaar). Om deze redenen staat de roetkopbuulbuul als niet bedreigd op de Rode Lijst van de IUCN.